# Ludwig Alois Molitor

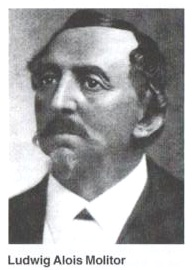
Ludwig Alois Molitor

Ludwig Alois Molitor (* 12. Juli 1817 in Zweibrücken; † 12. Januar 1890 ebenda) war ein bayerischer Justizbeamter, Komponist, Heimatkundler und Buchautor.

## Leben
Ludwig Molitor wurde geboren als Sohn des Appellationsgerichtsrates Joseph Alois Molitor (1775–1848) und seiner Frau Aloysia geb. Mayer aus Mainz. Sein einziger Bruder war der Speyerer Domkapitular und Schriftsteller Wilhelm Molitor (1819–1880).
Molitor besuchte die Volksschule und von 1828 bis 1835 das Herzog-Wolfgang-Gymnasium in Zweibrücken, studierte von 1835 bis 1839 Rechtswissenschaft in München sowie in Heidelberg und legte beide Staatsprüfungen erfolgreich ab. 1844 wurde er Ergänzungsrichter am Bezirksgericht seiner Heimatstadt, 1845 dort Bezirksgerichtsassessor, 1852 Bezirksrichter und 1865 Appellationsgerichtsrat. Zuletzt wirkte er als Oberlandesgerichtsrat in Zweibrücken.
1846 ehelichte der Jurist seine Gattin Katharina Elise geb. Zott (1826–1912). Aus der vierundvierzigjährigen Ehe gingen fünf Kinder hervor. Ende 1857 erwarb das Ehepaar von Frau von Mannlich ein Wohnhaus in der Herzogstraße 8 in Zweibrücken, auf das 1881 ein drittes Stockwerk aufgebaut wurde.
Am Neujahrstag 1884 wurde ihm das Ritterkreuz I. Klasse des Verdienstordens vom Hl. Michael verliehen. Im gleichen Jahr trat er altershalber in den Ruhestand. 1888 ernannte ihn der Zweibrücker Stadtrat zum Ehrenbürger. Eine Straße in Zweibrücken trägt seinen Namen.
Ludwig Molitor starb 1890 und wurde auf dem Hauptfriedhof Zweibrücken beigesetzt, wo sein Grab erhalten ist (2014). Das „Mannlichhaus“ in der Zweibrücker Herzogsvorstadt (Herzogstraße 8 in Zweibrücken) im Besitz der Kulturgutstiftung Gehrlein-Fuchs dient als Erinnerungsstätte an die beiden Zweibrücker Persönlichkeiten Johann Christian von Mannlich und Ludwig Molitor.

## Besonderes Wirken

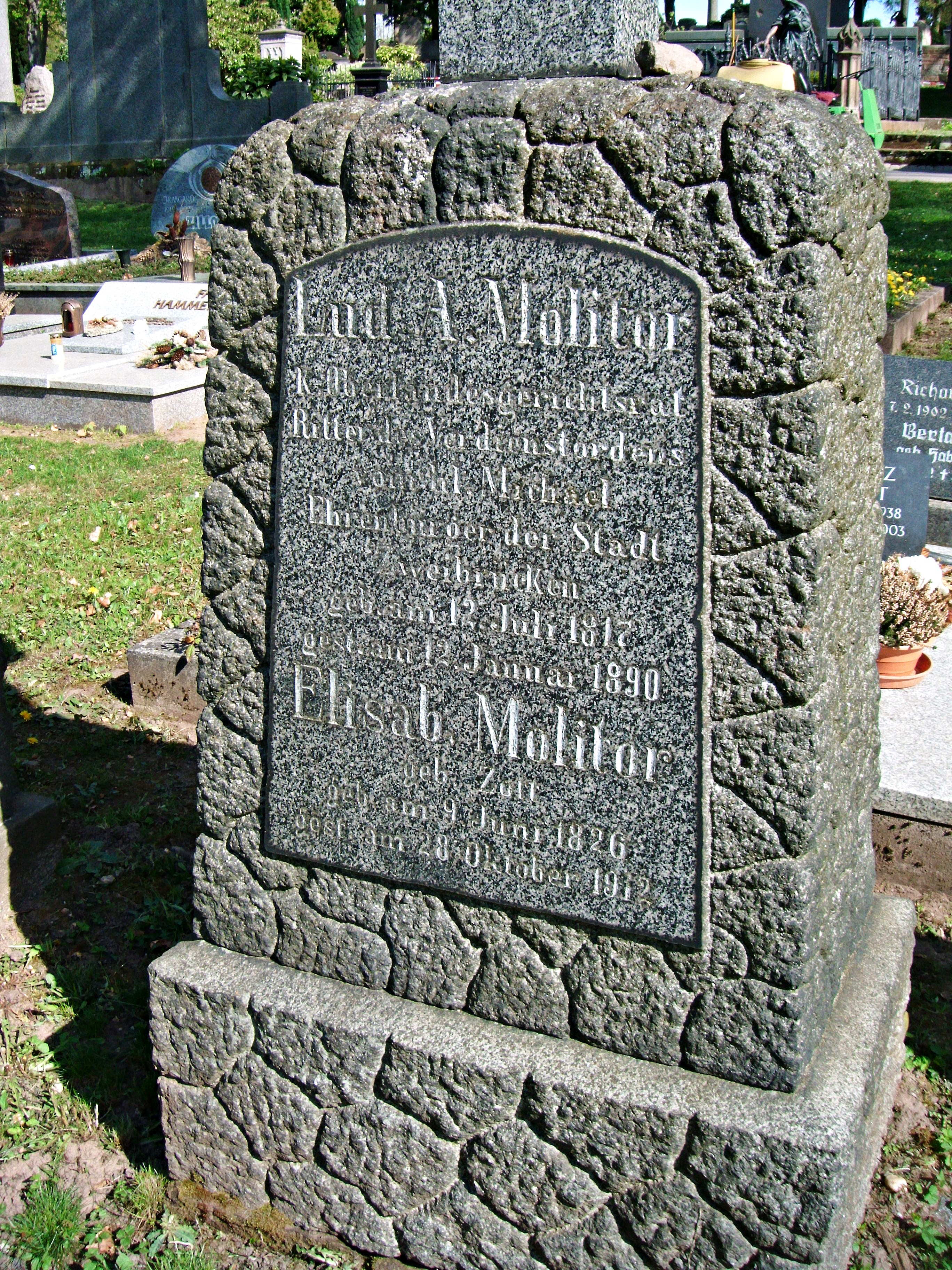
Grabstein, Hauptfriedhof Zweibrücken

Neben seinem Beruf interessierte sich Molitor besonders für Musik, Schauspiel, Zeichnen und Heimatgeschichte. Als junger Mann trat er vielfach als Schauspieler im Laientheater auf. Er spielte Klavier und Cello. Außerdem betätigte er sich als Dirigent und Komponist. 1845 komponierte er die „Missa Dominica“ die er dem Speyerer Bischof Nikolaus von Weis widmete. Weitere Kompositionen, wie etwa ein Te Deum, ein Stabat mater, die „Auferstehungsmesse“ und eine Missa pro defunctis folgten. Das Verzeichnis seiner Tondichtungen führt 28 Werke auf. Er war auch musikalischer Leiter des Gesangvereins Liederkranz Zweibrücken.
Zwischen 1861 und 1890 publizierte Molitor mehrere Bücher zur Geschichte seiner Heimatstadt und des Herzogtums Pfalz-Zweibrücken. Das Verzeichnis seiner Druckschriften nennt 13 Werke, die er zum Teil mit eigenen Zeichnungen illustrierte. Sein Hauptwerk „Vollständige Geschichte der ehemals pfalz-bayerischen Residenzstadt Zweibrücken“ (Zweibrücken 1885) erschien 1989 nochmals als Faksimile-Neudruck (ISBN 3-924171-04-1), ebenso weitere drei seiner Bücher (ISBN 3-924171-07-6).
Überdies engagierte er sich hinsichtlich der Erhaltung des Zweibrücker Schlosses und der Erbauung der Heilig-Kreuz-Kirche für die katholische Gemeinde.
In der Bayerischen Staatsbibliothek wird ein 1886 geschriebener Brief von Ludwig Molitor an den Dichter Hermann Lingg aufbewahrt.